# Gianvincenzo Carafa

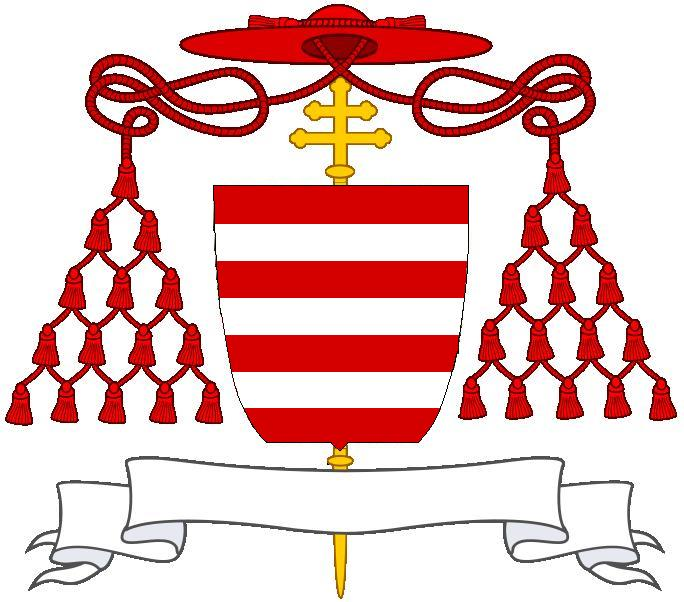
Wappen der Kardinäle des Hauses Carafa

Gianvincenzo Carafa (* 1477 in Neapel; † 28. August 1541 ebenda) war ein italienischer römisch-katholischer Geistlicher, Bischof und Kardinal.

## Biografie
Gianvincenzo Carafa wurde 1477 in Neapel als Sohn von Fabrizio Carafa, signore von Torre del Greco, und Aurelia Tolomei geboren. Er war Mitglied des Zweiges della Stadera der Adelsfamilie Carafa und ein Halbneffe von Kardinal Oliviero Carafa. Schon früh wurde er Kanoniker des Domkapitels der Kathedrale von Neapel.
Am 13. September 1497 wurde er zum Bischof von Rimini gewählt. Zunächst war er Verwalter der Diözese, bis er das kanonische Alter von 27 Jahren erreichte. Am 1. April 1504 wurde er mit einer Dispens, weil er das kanonische Alter noch nicht erreicht hatte, zum Bischof erhoben. Er hatte den Bischofssitz bis zum 24. Juni 1530, als er zu Gunsten seines Neffen Francesco Carafa zurücktrat, inne.
Er nahm am Fünften Laterankonzil (1512–1517) teil. Papst Julius II. wollte ihn zum Kardinal erheben, aber Ferdinand II. von Aragon, der damals das Königreich Neapel besetzte, war gegen die Förderung der Neapolitaner. Papst Leo X. ernannte ihn zum Päpstlichen Thronassistent. Am 2. Dezember 1521, während der Sedisvakanz nach dem Tod von Papst Leo X., wählte ihn das Kardinalskollegium zum Statthalter von Rom. Dieses Amt bekleidete er bis 1522, als Papst Hadrian VI. gewählt wurde.
Papst Clemens VII. ernannte ihn im Konsistorium vom 21. November 1527 zum Kardinalpriester. Am 27. April 1528 erhielt er den Kardinalshut und die Titelkirche Santa Pudenziana.
Vom 31. August 1528 bis zum 6. September 1536 war er Verwalter des Bischofssitzes von Anglona, bis er zugunsten seines Neffen Oliviero Carafa zurücktrat. Vom 8. Januar 1533 bis 9. Januar 1534 war er Kämmerer des Heiligen Kardinalskollegiums. Er nahm am Konklave von 1534 teil, welches Papst Paul III. wählte.
Vom 26. Juli 1535 bis zum 21. April 1539 war er Verwalter des Bischofssitzes von Acerra. Am 23. Juli 1537 entschied er sich für die Titelkirche Santa Prisca und am 28. November 1537 für Santa Maria in Trastevere. Am 4. August 1539 wurde er Kardinalbischof und erhielt den suburbikarischen Bischofssitz von Palestrina. Als Papst Paul III. nach Vicenza ging, wurde Kardinal Carafa als Päpstlicher Legat in Rom eingesetzt.
Er starb in Neapel am 28. August 1541 und wurde in der dortigen Kathedrale beigesetzt.